# A Cook-szigetek a 2020. évi nyári olimpiai játékokon
A Cook-szigetek a japán Tokióban megrendezett 2020. évi nyári olimpiai játékok egyik részt vevő nemzete volt. Az országot az olimpián 3 sportágban 6 sportoló képviselte, akik érmet nem szereztek.

## Atlétika
Férfi
| Versenyző    | Versenyszám | Előfutam | Előfutam | Előfutam | Elődöntő | Elődöntő | Elődöntő | Döntő   | Döntő    |
| Versenyző    | Versenyszám | Idő      | Hely.    | Össz.    | Idő      | Hely.    | Össz.    | Idő     | Helyezés |
| ------------ | ----------- | -------- | -------- | -------- | -------- | -------- | -------- | ------- | -------- |
| Alex Beddoes | 800 m       | 1:47,26  | 7.       | 36.      | kiesett  | kiesett  | kiesett  | kiesett | kiesett  |

## Kajak-kenu

### Síkvízi
Férfi
| Versenyző           | Versenyszám        | Előfutam | Előfutam | Negyeddöntő | Negyeddöntő | Elődöntő      | Elődöntő      | Döntő   | Döntő   | Döntő    | Helyezés |
| Versenyző           | Versenyszám        | Idő      | Hely.    | Idő         | Hely.       | Idő           | Hely.         | Típus   | Idő     | Helyezés | Helyezés |
| ------------------- | ------------------ | -------- | -------- | ----------- | ----------- | ------------- | ------------- | ------- | ------- | -------- | -------- |
| Kohl Tamarua-Horton | Kajak egyes 200 m  | 40,061   | 4.       | 4:39,138    | 6.          | nem ért célba | nem ért célba | kiesett | kiesett | kiesett  | kiesett  |
| Kohl Tamarua-Horton | Kajak egyes 1000 m | 4:24,679 | 6.       | 4:39,138    | 6.          | kiesett       | kiesett       | kiesett | kiesett | kiesett  | kiesett  |

Női
| Versenyző    | Versenyszám       | Előfutam | Előfutam | Negyeddöntő | Negyeddöntő | Elődöntő | Elődöntő | Döntő   | Döntő   | Döntő    | Helyezés |
| Versenyző    | Versenyszám       | Idő      | Hely.    | Idő         | Hely.       | Idő      | Hely.    | Típus   | Idő     | Helyezés | Helyezés |
| ------------ | ----------------- | -------- | -------- | ----------- | ----------- | -------- | -------- | ------- | ------- | -------- | -------- |
| Jade Tierney | Kajak egyes 200 m | 48,271   | 6.       | 49,290      | 8.          | kiesett  | kiesett  | kiesett | kiesett | kiesett  | kiesett  |

### Szlalom
Női
| Versenyző     | Versenyszám | Selejtező | Selejtező | Selejtező | Selejtező | Selejtező  | Selejtező  | Elődöntő | Elődöntő | Döntő   | Döntő    |
| Versenyző     | Versenyszám | 1. futam  | 1. futam  | 2. futam  | 2. futam  | Összesítés | Összesítés | Elődöntő | Elődöntő | Döntő   | Döntő    |
| Versenyző     | Versenyszám | Pont      | Hely.     | Pont      | Hely.     | Pont       | Hely.      | Pont     | Hely.    | Pont    | Helyezés |
| ------------- | ----------- | --------- | --------- | --------- | --------- | ---------- | ---------- | -------- | -------- | ------- | -------- |
| Jane Nicholas | Kajak egyes | 150,17    | 23.       | 120,10    | 20.       | 120,10     | 21.        | 144,84   | 22.      | kiesett | kiesett  |
| Jane Nicholas | Kenu egyes  | 151,95    | 19.       | 205,74    | 22.       | 151,95     | 21.        | kiesett  | kiesett  | kiesett | kiesett  |

## Úszás
Férfi
| Versenyző                | Versenyszám | Előfutam | Előfutam | Előfutam | Elődöntő | Elődöntő | Elődöntő | Döntő   | Döntő    |
| Versenyző                | Versenyszám | Idő      | Hely.    | Össz.    | Idő      | Hely.    | Össz.    | Idő     | Helyezés |
| ------------------------ | ----------- | -------- | -------- | -------- | -------- | -------- | -------- | ------- | -------- |
| Wesley Tikiariki Roberts | 200 m gyors | 1:50,41  | 5.       | 37.      | kiesett  | kiesett  | kiesett  | kiesett | kiesett  |
| Wesley Tikiariki Roberts | 400 m gyors | 3:55,65  | 5.       | 30.      | kiesett  | kiesett  | kiesett  | kiesett | kiesett  |

Női
| Versenyző               | Versenyszám | Előfutam | Előfutam | Előfutam | Elődöntő | Elődöntő | Elődöntő | Döntő   | Döntő    |
| Versenyző               | Versenyszám | Idő      | Hely.    | Össz.    | Idő      | Hely.    | Össz.    | Idő     | Helyezés |
| ----------------------- | ----------- | -------- | -------- | -------- | -------- | -------- | -------- | ------- | -------- |
| Kirsten Fisher-Marsters | 100 m mell  | 1:13,98  | 6.       | 36.      | kiesett  | kiesett  | kiesett  | kiesett | kiesett  |